# 어니 리예스 주니어

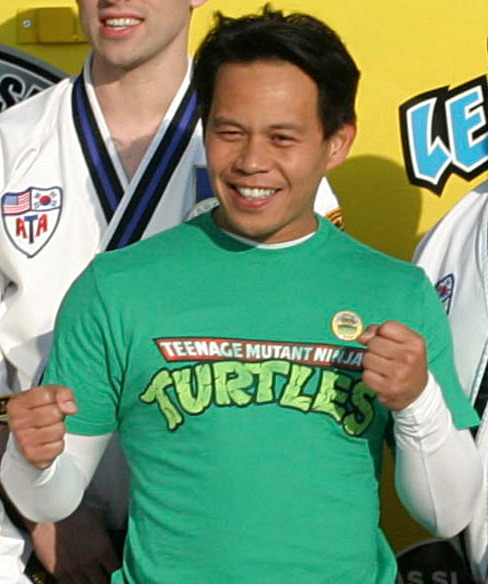

어니 레예스 주니어(Ernie Reyes Jr., 1972년 1월 15일 ~ )는 미국의 배우, 킥복싱 선수, 스턴트 배우이다.
산호세에서 태어났다.

## 출연 작품
- 아트 오브 서브미션 (2009년)
- 인디아나 존스: 크리스탈 해골의 왕국 (2008년)
- 웰컴 투 더 정글 (2003년) - 매니토 역
- 풀홀 정키스 (2002년)
- 러시 아워 2 (2001년)
- 프로세스 (1998년)
- 스몰 타임 (1996년)
- 파도 탄 사나이 (1993년)
- 어메이징 닌자 (1991년) - 키노 역
- 라스트 드래곤 (1985년)
- 레드 소냐 (1985년)

### 텔레비전
- 태권소년 어니 (1986년)